# Kermanchah
Kermanchah ou Kermanshah (kurde : Kirmaşan, persan : کرمانشاه, Kermânšâh; également dénommée Bakhtaran, Bākhtarān, Kermānshāhān ou Qahremānshahr) est la capitale de la province du même nom dans l'ouest de l'Iran. Elle est située à 521 km de Téhéran et à environ 80 km de la frontière irakienne, au pied des monts Zagros.
Elle est par sa population la neuvième ville du pays, l'une des plus grandes villes d'Iran et la plus importante ville de la région centrale de l'Ouest de l'Iran.

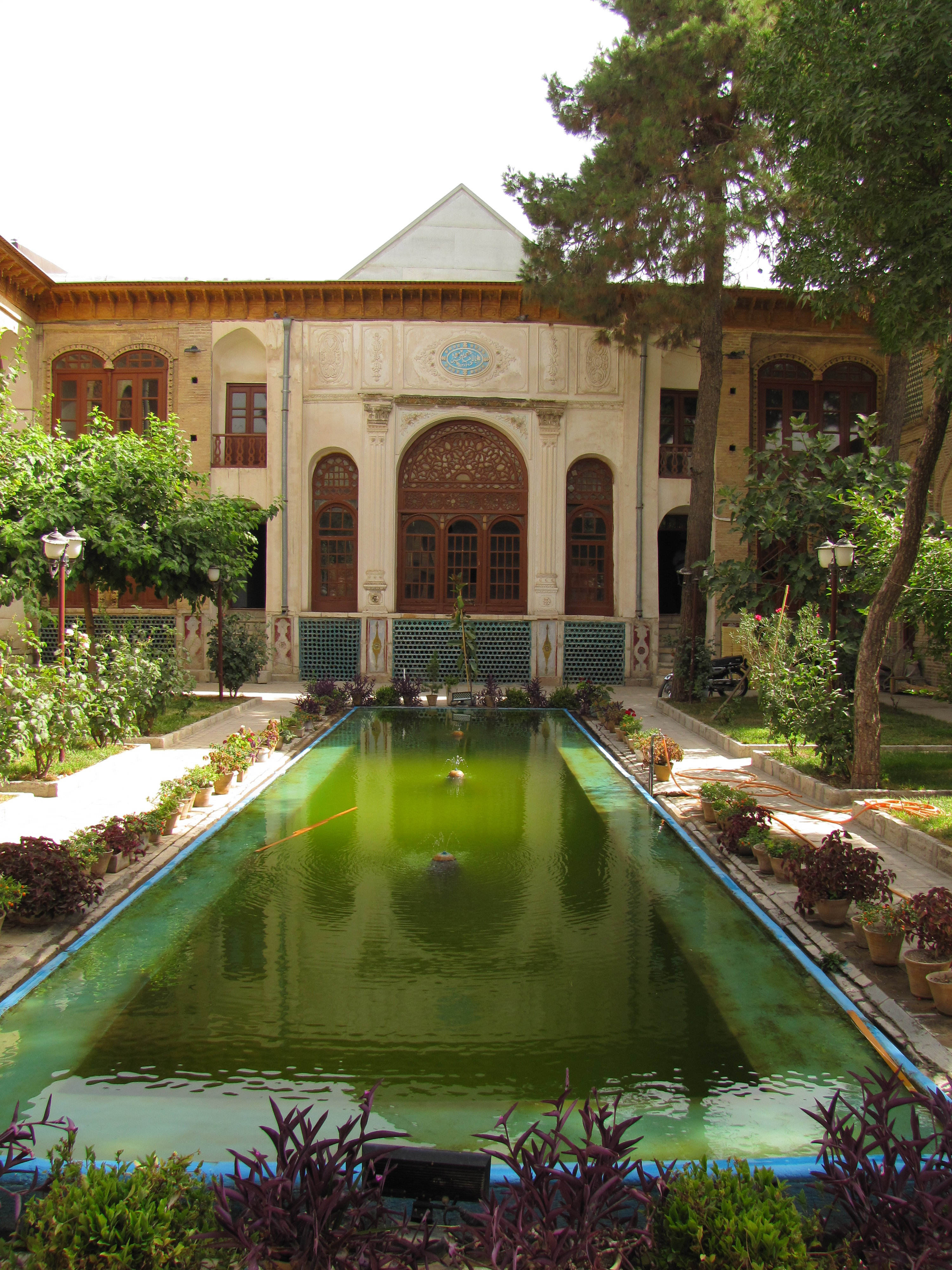
Tekiyeh de Biglar Beygi

## Géographie
La ville de Kermanshah se termine à la montagne Farkhshad au nord, à la montagne Taghbestan au nord-ouest et à Sefid Kuh au sud, et est l'une des autoroutes de communication est-ouest et le plus ancien passage de l'Iran à la Mésopotamie.
Elle est située dans la partie centrale de la province de Kermanshah. Son altitude moyenne est de  1395 mètres.
Kermanshah est l'une des autoroutes reliant l'Est et l'Ouest et le plus ancien moyen pour les pèlerins de traverser les sanctuaires sacrés d'Aaliyat, c'est pourquoi elle a laissé des influences culturelles et spirituelles.
Kermanshah est situé à la porte du Zagros. Les monts Zagros, qui séparent le plateau iranien des terres voisines, mènent à de vastes plaines, pour la plupart des montagnes isolées, et à de larges vallées le long de la route de Kermanshah, qui ont longtemps été utilisées pour atteindre la Méditerranée.

## Climat
La ville de Kermanshah a un climat montagneux tempéré. Les heures d'ensoleillement les plus élevées à Kermanshah atteignent 2999 heures, les heures d'ensoleillement les plus élevées sont en juillet et août et les plus basses sont en janvier et février. La position climatique et écologique de la province de Kermanshah selon la quantité moyenne de précipitations et l'humidité relative annuelle est telle que les pentes des montagnes et des plaines sont généralement couvertes de forêts et de pâturages et à certains endroits sont irriguées et pluviales. La température annuelle moyenne de Kermanshah est d'environ 14 degrés Celsius et les précipitations annuelles de cette ville sont de 456,8 mm.

## Histoire

### Origine du nom
Kermanshah dériverait du titre Kermanshah (Chah de Kerman) à Bahram IV, qui était le roi de Kerman du IIIe au IVe siècle apr. J.-C., et après la création de Kermanshah, cette ville porte son nom,.
Kermanshah a des noms différents selon les périodes, ce qui se fait généralement en changeant d'un gouvernement à l'autre. Karmisin, Karmishin, Kerminshan, etc. sont mentionnés[réf. nécessaire].
Après l'Islam, les Arabes ont changé le nom de Kermanshah en Qaramsin et plus tard Kermanshah s'appelait Kermanshahan et Kermanshah. Le nom de Kermanshah a été changé en Ghahramanshahr après la victoire de la Révolution de 1979 et en Bakhtaran peu de temps après ; Cependant, comme cela s'accompagnait de protestations généralisées, le nom de la ville a été changé pour son ancien nom peu de temps après avec les efforts d'Ismail Tatari et l'adoption d'une loi[réf. nécessaire].
Dans les légendes, la ville de Kermanshah a été décrite par Tahmourth Deoband, le roi légendaire des Pishdadiens[réf. nécessaire].

### Préhistoire

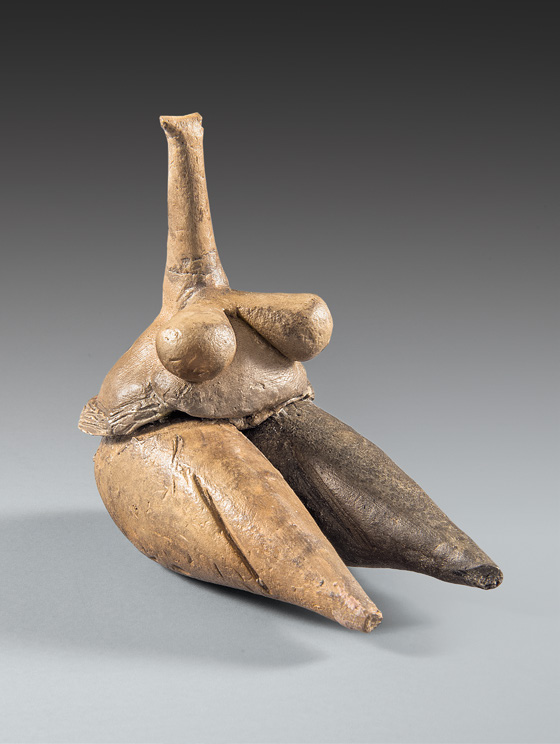
Figurine humaine en argile (déesse de la fertilité) Tappeh Sarab, Kermanshah, 7000-6100 avant notre ère, période néolithique, Musée national d'Iran

Des squelettes de l'homme de Néandertal sont découverts dans les environs de Kermanchah au sein de trois grottes.
Kermanshah, située au milieu des monts Zagros, a toujours intéressé les humains de l'âge de pierre en raison de ses conditions climatiques, de sa nature montagneuse et de l'existence d'abris naturels et de grottes[réf. nécessaire].
Kermanshah est l'une des régions les plus riches et les plus importantes d'Iran et d'Asie occidentale en termes de vestiges d'établissements préhistoriques. Les artefacts les plus anciens témoignant d'occupations humaines à Kermanshah remontent au période paléolithique inférieur. Il s'agit de bifaces trouvés dans la région de Gakiyeh à l'est de la ville. Des vestiges du Paléolithique moyen ont été trouvés dans de nombreux endroits de la province, en particulier au nord de la ville à Tang-e Kenesht, Tang-e Malaverd et près de Taq-e Bostan. Ces artefacts ont au moins environ 200 000 ans. Des artefacts importants de l'âge de pierre ont été découverts dans les grottes de Kermanshah, dont la plupart sont liés à l'âge de pierre moyen et aux périodes néolithiques[réf. nécessaire].
Les habitants de Kermanshah dans les temps anciens ont enregistré de nombreuses dates anciennes dans leur nom ; Les premiers humains à quitter la grotte et à adopter une vie sédentaire il y a environ 9 000 ans, alors que la terre se réchauffait, étaient les habitants de cette région qui produisaient les premières briques brutes et les utilisaient dans la construction de maisons et d'industries. Et le premier village du Moyen-Orient au néolithique à partir de 9800 av. J.-C. à 7400 AH. M est formé à cet endroit. Les Kermanshahians dans les temps anciens avec l'invention de la poterie ont été les premiers à se tourner vers les activités industrielles et de nombreux artefacts de la préhistoire ont été trouvés à Kermanshah[réf. nécessaire].
Vers 8000 avant notre ère, les premières poteries appartenant à l'Iran ont été fabriquées à Ganj-Darreh, près de l'actuelle Harsin. En mai 2009, sur la base d'une recherche menée par l'université de Hamadan et l'UCL, le directeur du Centre de recherche archéologique de l'Organisation iranienne du patrimoine culturel et du tourisme a annoncé que l'un des plus anciens villages préhistoriques du Moyen-Orient datant de 7800 avant J.-C. a été découvert à Sahneh, situé à l'ouest de Kermanshah,.

### Aperçu historique
Kermanshah est l'une des villes historiques et culturelles de l'Iran et ses origines remontent au IVe siècle apr. J.-C. et à partir de cette époque jusqu'à l'invasion arabe de l'Iran comme la deuxième capitale sassanide a été considérée par le gouvernement.
Au IVe siècle de notre ère, la ville de Kermanshah, qui était à l'époque un agréable village, fut choisie comme deuxième résidence du royaume sassanide. À l'époque sassanide, de grands jardins ont été construits dans cette zone et ont longtemps été un lieu de divertissement pour les rois sassanides.[réf. nécessaire]
Au cours de la période seldjoukide au XIe siècle apr. J.-C., Kermanshah a été choisie comme ville principale du Kurdistan. Au Moyen Âge, la ville de Kermanshah ou Qaramisin était connue sous le nom d'Ajam comme l'un des quatre districts d'Irak. À cette époque, l'état de Jabal était souvent appelé Ajam Irak, à ne pas confondre avec l'Irak arabe, qui correspondait à peu près à l'ancien Mède.[réf. nécessaire]
Onze siècles après l'invasion arabe de l'Iran, la ville a retrouvé sa forme urbaine à l'époque Qajar, en raison de sa situation au carrefour du nord-sud et de l'est-ouest, ainsi que de sa proximité avec l'Irak et de sa situation dans les villes de pèlerinage. Karbala et Bagdad sont très importants.[réf. nécessaire]
La ville a joué un rôle important dans le mouvement constitutionnel et a été capturée par des forces étrangères pendant les Première et Seconde Guerres mondiales et évacuée après la fin de la guerre. La ville a également subi de lourdes pertes lors de la guerre Iran-Irak.[réf. nécessaire]

## Démographie
Population
Lors du recensement de 2006, la population de la ville était de 784 602 personnes dans 202 588 foyers. Le recensement suivant en 2011 a comptabilisé 851 405 personnes dans 242 311 foyers.
La langue dominante à Kermanshah est le persan, mais les habitants parlent également le kurde du sud. Les habitants de la ville parlent le persan de Kermanshah, un dialecte local qui diffère du persan standard. La ville a la plus grande population kurde d'Iran. Kermanshah a un climat modéré et montagneux. La majorité des habitants de Kermanshah sont des musulmans chiites, mais il y a aussi des musulmans sunnites, des chrétiens, et des adeptes du yarsanisme.

## Centres d'intérêt

### Monuments historiques
Kermanshah était l'une des villes les plus importantes d'Iran avant l'Islam et a été attaquée à plusieurs reprises par les Arabes après l'Islam ; Mas'ar Ibn Mahlhal, qui a visité les anciens palais des rois perses à Kermanshah au quatrième siècle, a écrit une description de sa destruction par les Arabes. Cependant, cette question est discutable en raison de la distance temporelle de Mas'ar Ibn Mahlhal depuis le début de l'Islam ; Surtout si l'on considère que Kermanshah - que les Arabes appelaient Qarmisan - était une ville prospère à l'époque de Bani Abbas.
Les attractions historiques préislamiques de Kermanshah sont pour la plupart des vestiges de l'ère sassanide, dont le plus important est Taq-e Bostan, qui est également considéré comme un symbole de Kermanshah, qui était utilisé pour la chasse récréative à l'époque de Khosro Parviz, qui sont représentés dans les reliefs de Taq-e Bostan. L'inscription Bistoon est l'un des sites iraniens du patrimoine mondial de l'UNESCO, situé au pied de la montagne Bistoon.

### Taq-e Bostan
Bostan Arch est une collection de lithographies et d'inscriptions de la période sassanide qui se trouve au nord-ouest de Kermanshah. Cette collection a été construite au IIIe siècle apr. J.-C. et a une grande valeur artistique et historique. Plusieurs scènes historiques telles que le couronnement de Khosrow Parviz, le couronnement d'Ardeshir II, le couronnement de Shahpour II et Chapour III, ainsi que plusieurs inscriptions (inscriptions) ont été gravées dans la ligne latérale d'une inscription.
L'inscription de Behistun ou Bistoon inscription est l'une des œuvres de la période achéménide située à 30 km de la ville de Kermanshah au pied de la montagne Bistoon. Cette inscription  est l'un des documents les plus importants et les plus célèbres de l'histoire du monde, ainsi que le texte historique le plus important à l'époque des Achéménides, qui montre la victoire de Darius le Grand sur Gomatus les Mages et l'emprisonnement des rebelles. Cette œuvre est l'un des sites iraniens du patrimoine mondial de l'UNESCO depuis 2006.

### Monuments historiques de la période Qajar
La plupart des monuments post-islamiques de Kermanshah sont davantage liés à la période Qajar, lorsque la ville de Kermanshah était considérée pour son emplacement, près du marché de Kermanshah et du quartier de Faizabad ; Les vieux quartiers de la ville comprennent d'anciennes maisons et mosquées ainsi que Takaya : Kermanshah, la grande mosquée Shafei, Tekiyeh Biglerbegi, la mosquée Haj Shahbaz Khan, la mosquée Shahzadeh, la mosquée Dolatshah, la maison Khajeh Baroukh, etc.
Takaya de la ville de Kermanshah et la plupart des mosquées historiques de cette ville appartiennent aux époques Qajar et Pahlavi et l'architecture ancienne de la ville est dans cet état. Takiyeh Ma'oun al-Mulk est l'œuvre la plus célèbre de la période Qajar dans la ville de Kermanshah, dont les carreaux uniques le distinguent des autres Takayas. Ce bâtiment a été construit dans la partie ancienne de la ville dans le quartier d'Abshouran, qui a été construit sur ordre de Hussein Khan Moin al-Ruaya en 1315 AH. Kermanshah compte actuellement 76 mosquées, 11 centres culturels et 8 bibliothèques publiques.

### Espaces naturels
Le parc forestier de l'arche de Bostan, situé au nord-est de Kermanshah, comprend des montagnes, des sources, des espaces verts, des lacs artificiels, des reliefs sassanides et le terrain de chasse de Khosrow Parviz, qui a été considéré par les rois sassanides en raison de son climat tempéré. terrain de chasse royal, qui est utilisé aujourd'hui en raison de ses installations de loisirs et de ses monuments historiques, l'un des quartiers les plus attrayants de Kermanshah.
En outre, la grotte de Parav est la plus grande grotte verticale du monde et le deuxième monument naturel national de Kermanshah, est l'un des endroits importants pour la spéléologie, qui attire chaque année de nombreux spéléologues nationaux et étrangers à la montagne de Prav.

### Quelques sites touristiques
Temple d'Anahita à Kangavar, province de Kermanshah
La grotte du château de Kermanshah est la plus grande grotte d'eau d'Asie, vieille de plus de 65 millions d'années et située à 85 km au nord-ouest de la métropole de Kermanshah sur le chemin de la ville de Ravansar à la ville de Paveh dans la province de Kermanshah et d'autres lieux touristiques et historiques de la province tels comme: Sarab Sahneh, la grotte de Prav du village de Palangan, le village de Hajij, Sarab Sanghar, Taq Gera, la boutique Davood et ...

### Biston Kermanshah (Monde)
Bistoon Kermanshah comprend : Bistoon inscription La plus grande inscription au monde à Kermanshah - Abbasi Caravanserai - Farhad Tarash - Magnifique statue d'Hercule - Bistoon Forest Park - Bistoon Mountain et ......
Arc de Bostan historique et magnifique ou arc de Bostan !
Sites autour de l'arche de Kermanshah Bostan :
1- Complexe historique de l'arche de Bostan 2- Park KoHestan 3- Parc oriental et parc occidental 4- Terrain de chasse Khosro Parviz et .....
Arc de Bostan de Kermanshah (Monde)
L'arc de Bostan Bozorg est situé dans la ville historique de Kermanshah et au nord de Kermanshah. Les gens du monde entier connaissent Kermanshah sous le nom de Bostan Arch (Bostan Arch), Biston et ses marchés traditionnels.

### Parc de la montagne Kermanshah
Kermanshah Mountain Park est situé près du complexe historique de Bostan Arch, au nord de Kermanshah. Le parc du Kuhistan est l'un des parcs les plus grands et les plus touristiques d'Iran et de Kermanshah et possède deux grandes cascades avec un très bel éclairage.

### Niloufar Mirage de Kermanshah
Sarab Niloufar est située à l'ouest de la métropole de Kermanshah et est l'une des stations balnéaires les plus spectaculaires et exemplaires de Kermanshah et de l'ouest de l'Iran et accueille chaque année d'innombrables compatriotes et touristes.
Jardin des oiseaux de Kermanshah
Kermanshah Bird Garden est situé dans la ceinture ouest de la ville de Kermanshah, en face du terminal routier de Karbala et à proximité du jardin de fleurs.

### Mosquées
Les belles et historiques mosquées de Kermanshah sont :
1- Mosquée Emad Al-Dowleh 2- Mosquée Haj Shahbaz Khan 3- Mosquée Ayatollah Boroujerdi 4- Mosquée Chehelston (complet) 5- Mosquée Shafei Ha 6- Mosquée Dolatshah 7- Mosquée Shahzadeh 8- Mosquée Nawab
La mosquée Emad Al-Dowleh est l'une des belles et historiques mosquées de Kermanshah, située dans le centre de Kermanshah, sur la rue Modares et le bazar de Zargarha, et a plus de 140 ans.

## Personnalités liées à la ville

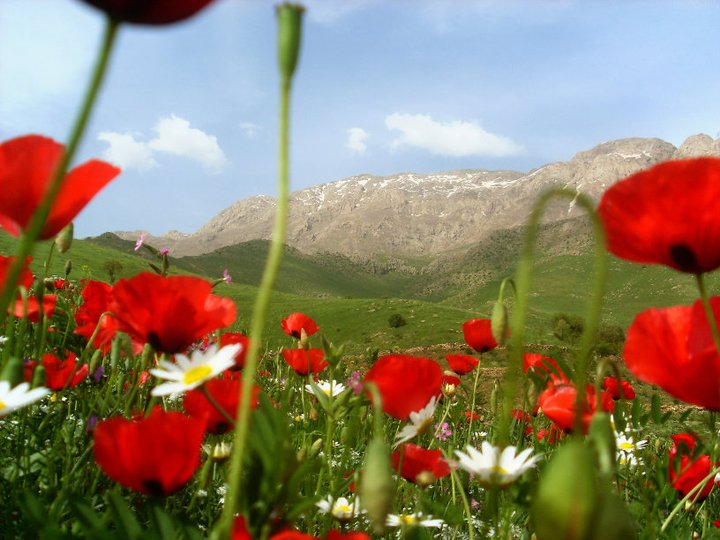
Paveh-kermanshah

- Massoud Azarnoush, archéologue iranien, né à Kermanshah en 1945
- Doris Lessing, née Doris May Tayler, romancière britannique, prix Nobel de littérature en 2007, est née le 22 octobre 1919 à Kermanshah.
- André Molitor, haut fonctionnaire de l'État Belge, ancien chef de cabinet du Roi Baudouin Ier de Belgique et professeur d’administration publique à l’Université catholique de Louvain, y est né le 4 août 1911.
- Amir Reza Salari, cinéaste iranien y est né en 1977.
- L'ayatollah Ata'ollah Ashrafi Esfahani est assassiné à  Kermanshah lors de la prière du vendredi 15 octobre 1982, par l'Organisation des moudjahiddines du peuple iranien.